# 九佛站
九佛站，是穗深城际铁路建设中的高架车站，位于广东省广州市黄埔区九佛街道知识大道与钟太快速路交叉口。

## 车站结构
本站为路侧高架三层双线侧式车站。

### 车站楼层
| 地上三层 | 侧式站台 | 侧式站台                            | 侧式站台 | 侧式站台 |
|          | 上行站台 | 穗深城际 深圳机场方向（下站：佛塱） |          |          |
|          | 下行站台 | 穗深城际 花都方向（下站：钟落潭东） |          |          |
|          | 侧式站台 |                                     |          |          |
| 地上二层 | 站厅     | 售票处、候车区                      |          |          |
| 地面     | 出入口   | 进站口、出站口                      |          |          |

## 历史

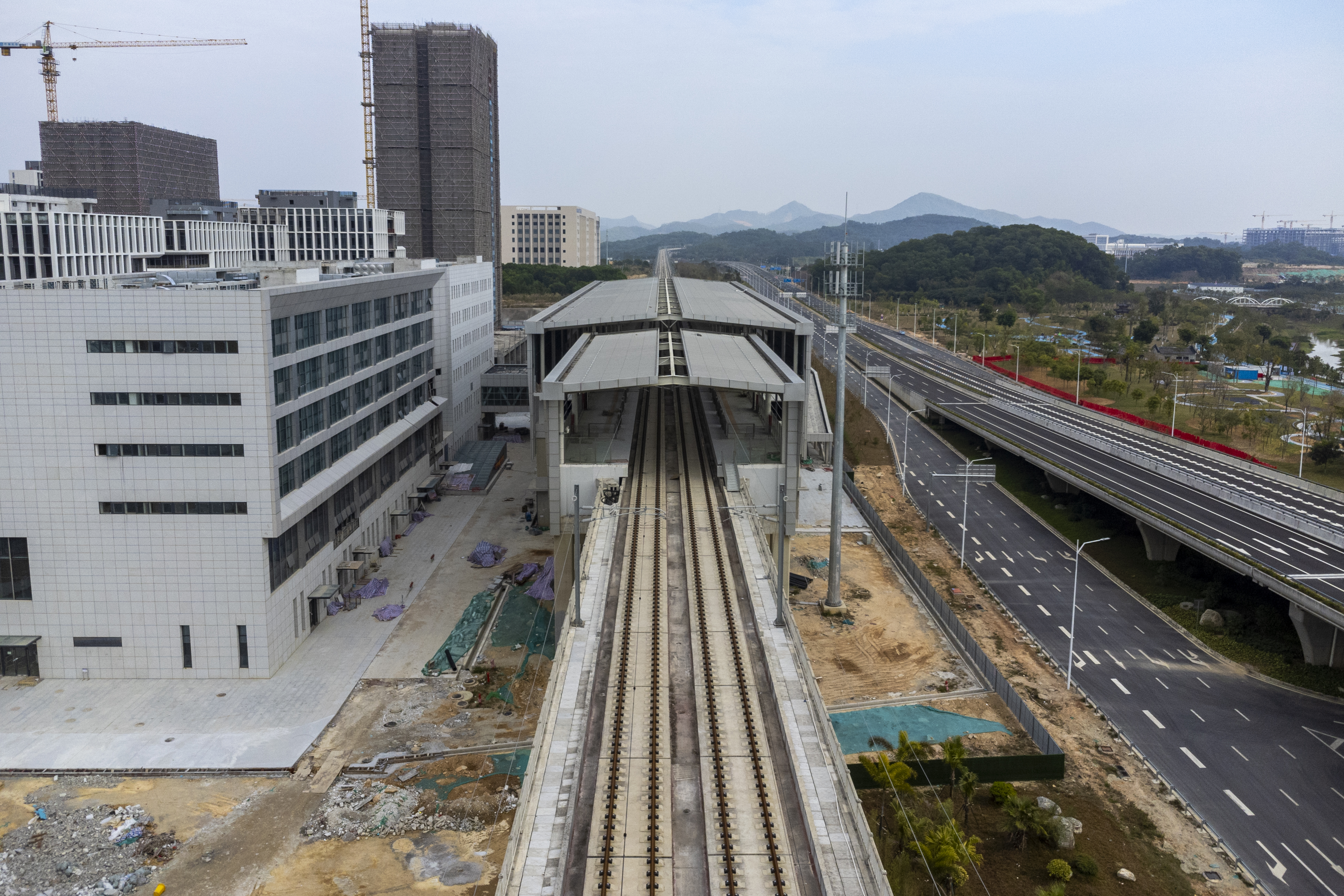
车站轨行区（2023年1月）

本站在规划和施工阶段被称作马头庄站，2021年2月2日定名为九佛站。2019年6月26日，车站第一根桩基顺利开钻。2021年6月18日，车站完成封顶。

## 接驳交通
本站可与广州地铁14号线知识城支线新南站出站换乘。